# Susy De Martini
Isabella (Susy) De Martini (ur. 17 czerwca 1952 w Genui) – włoska wykładowczyni akademicka, neurolog i polityk, eurodeputowana VII kadencji.

## Życiorys
Jest córką Włocha i Angielki. W 1976 ukończyła studia medyczne, a w 1980 specjalizowała się w zakresie neurologii. Pracowała zawodowo jako lekarka we Włoszech, Stanach Zjednoczonych i Francji. Była nauczycielem akademickim, prowadząc zajęcia z psychologii medycyny i pracy. Zajmowała się również dziennikarstwem, współpracując m.in. z Rai Uno oraz z czasopismami „il Giornale” i „Il Secolo XIX”.
W 2008 zaangażowała się w działalność polityczną jako regionalny koordynator partii Liberalni Demokraci, którą założył wówczas były premier Lamberto Dini. W wyborach w 2009 bez powodzenia kandydowała z listy Ludu Wolności do Parlamentu Europejskiego. Rok później wspierała Claudia Burlando, centrolewicowego kandydata na prezydenta Ligurii, startując bezskutecznie do rady regionu. Później związała się z partią Prawica Francesca Storace. 12 kwietnia 2013 objęła mandat eurodeputowanej VII kadencji, z którego zrezygnował wybrany do krajowego Senatu Mario Mauro. Przystąpiła do grupy Europejskich Konserwatystów i Reformatorów. Dołączyła później do reaktywowanego w 2013 ugrupowania Forza Italia. W PE zasiadała do 2014. W 2017 została koordynatorką oddziału FI w USA, jednak w 2018 wystąpiła z partii, a w 2022 związała się z formacją Noi con l’Italia.